# Кунчан Намбіар
Кунчан Намбіар (малаялам:കുഞ്ചൻ നമ്പ്യാർ, 1705 —1770) — один з відоміших малаяламських поетів, сатирик, драматург держави Траванкор.

## Життєпис
Народився у м. Кілікурусімангалам (сучасний штат Керала). Замолоду вияви хист до поезії. З родиною часто переїзжав з міста на місце. З часом здобув гарну освіту. Ще замолоду став популярним автором віршів малаяламською мовою. Був запрошений до двору Траванкорських магараджей в Алуві, де провів значну частину дорослого життя. Був придворним поетом при володарях Марттанді Вармі та Дхармі Раджи.

## Творчість
Складав свої поеми виключно малаяламською мовою, ставши її популяризатором. Працював у жанрах аттаккатха (літературний текст для танцювальної драми катхакалі, що отримала світову популярність) і кіліппатту («пісня»). Найвідоміші: «Тотодія-пада», «Калланілата калам» («Час без смерті»), «Пісня папуги», «Пісня про Крішну».
З ім'ям Кунчана Намбіара пов'язують появу нового театрального жанрк — туллаля. Туллаль — синкретичний жанр, що поєднує в собі танець і спів. Зазвичай туллаль виконувався одним актором. Теми для текстів, як правило, бралися з пуран, і в розробці цих тем дозволялося безліч відступів, які й становили найцікавішу частину туллаля. Кунчан Намбіар вважається найвідомішим і найталановитішим автором творів цього жанру. Місцевий колорит, яскраві сцени, що зображують навколишнє його дійсність, які він вводив в свої туллали, захоплювали простого керальца. Усього у доробку Кунчана 40 туллалів. Найулюбленішими є «Розповідь про Сунду та Упасунду», «Розповідь про дивовижну квітку», «Звільнення Гаджендри».
Твори Намбіара міцно увійшли до національного фонду малаяльскої словесності.